# Cyperus capitatus
Cyperus capitatus — вид тонконогоцвітих рослин родини осокові (Cyperáceae). лат. capitatus — «з головою».

## Морфологія
Це багаторічна трав'яниста рослина, із циліндричними стеблами до 50 см заввишки. Листки сіро-зелені, чергові, лінійні шириною 2–6 мм, завдовжки часто з більшу частину стовбура. Суцвіття головчасті 2–3 см у діаметрі, що складається з червонувато-коричневих колосків, з 3–6 великими приквітками довжиною 3–12 см. Плоди — сім'янки, шкірясті, не розкриваються.

## Поширення, біологія
Середземноморська рослина. Населяє Атлантичне узбережжя і Середземноморське узбережжя Південної Європи, північний захід Африки, Макаронезію. Заповнює піщані пляжі й сипучі піски, дуже терпимий до солі, з глибоким корінням, виконує функції укріплення дюн.
Період цвітіння з квітня по липень.